# Козьма Індикоплевст

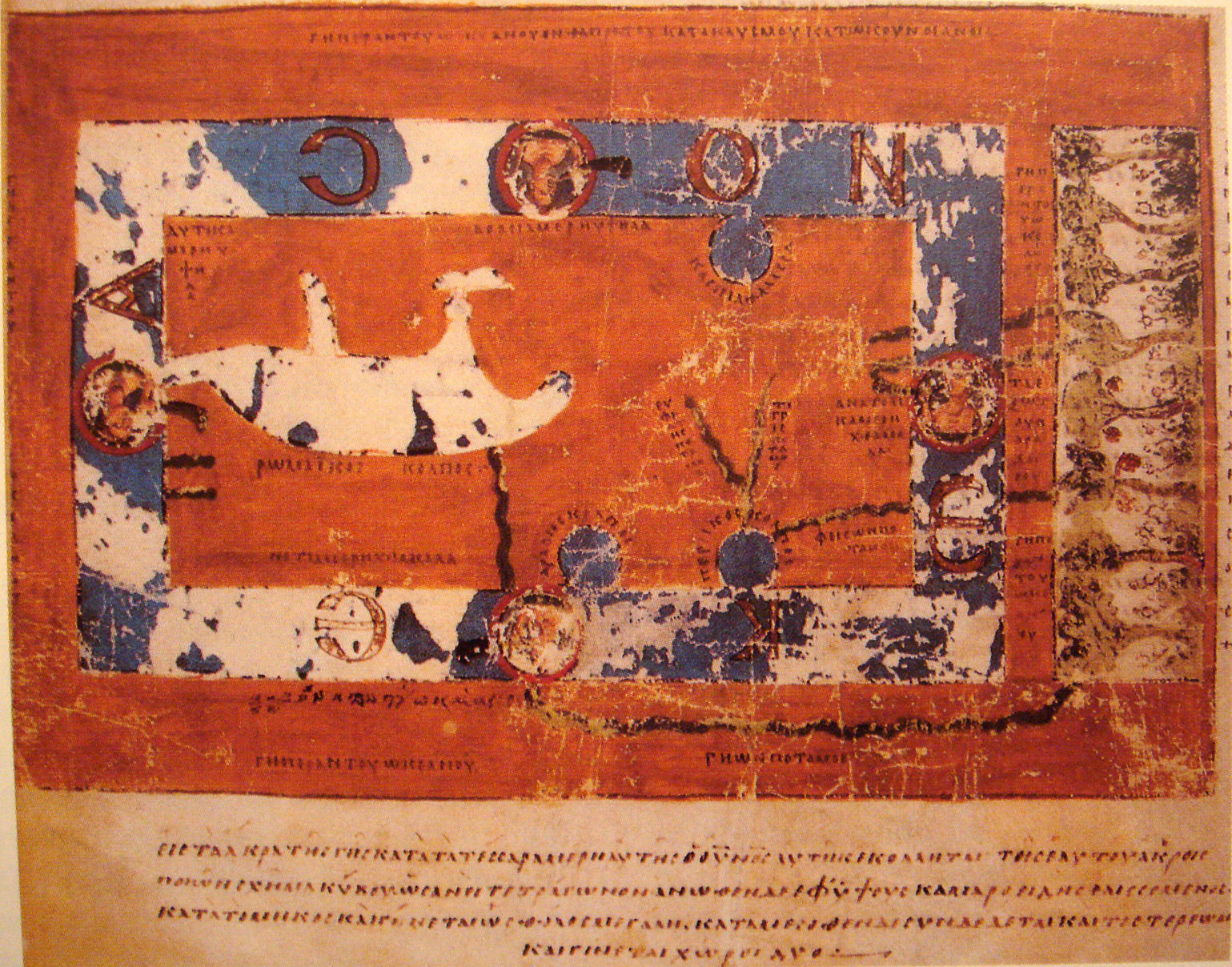
Карта світу Козьми Індикоплова

Козьма́ Індико́плов (Індикоплевст) (грец. Κόσμας Ἰνδικοπλεύστης) — візантійський купець VI століття, що здійснив кілька подорожей по Червоному морю і Індійському океанові під час правління імператора Юстиніана. Свої подорожі описав у книзі «Християнська топографія», що відкидає систему Птолемея і заперечує кулястість Землі.
«Індикоплов» означає «той, хто плавав у Індію». Козьма Індикоплов відвідав Малабарський берег (Південна Індія) у 522 році. У 525 році він побував у Адулісі (сучасна Еритрея), коли цар Аксуму готувався до військових дій проти Зу-Нуваса, правителя Хим'яру (сучасний Ємен).